# Liga Dominicana de Fútbol
La Liga Dominicana de Fútbol (LDF),  es la máxima categoría del sistema de ligas de fútbol de República Dominicana. Comenzó contando con la participación de 10 equipos, luego pasó a 12 y en el año 2019 en su V edición se produjo la destitución del club Inter de Bayaguana por problemas administrativos y avales económicos que no pudo afrontar, quedando el torneo con tan solo 11 equipos representativos.
La LDF tiene como predecesora a la Primera División de República Dominicana y la Liga Mayor, ambas amateur.
Al igual que otras competiciones como la Major League Soccer (EE. UU.), la A-League (Australia) o la Premiership (Nueva Zelanda), el formato de la LDF inició con una división única, sin ascensos ni descensos pero ha iniciado una ampliación con una segunda división llamada Liga Dominicana de Fútbol(LDF) 
Serie B.
Es la primera competición de fútbol profesional en la República Dominicana, apoyada por la FIFA y CONCACAF. El primer campeón fue el Club Atlético Pantoja.
En el 2022 se oficializó por parte de la LDF una competencia que sostiene el desarrollo de jugadores sub-23. Dándose así nacimiento a la LDF Liga de Expansión.

## Historia
El campeonato nació en 2014 a iniciativa de la Federación Dominicana de Fútbol para profesionalizar el fútbol nacional, en sustitución de la Primera División de República Dominicana/Liga Mayor, que se celebraba desde 1970 hasta ese año. La primera temporada se disputó en el año 2015 con diez equipos.
La Liga Dominicana de Fútbol 2015 fue la primera edición de este torneo y la primera liga que se ha jugado a nivel profesional en el país. Participaron 10 equipos de 7 provincias distintas.
Participaron 10 clubes nuevamente hasta 2021. Desde 2022 participan 8 equipos.

## Formato
La Liga Dominicana de Fútbol se juega con un formato de 10 equipos que se enfrentan todos contra todos a 2 vueltas haciendo un total de 18 partidos en la fase regular, los 6 equipos con más puntos juegan la liguilla que consta de 15 partidos por equipo y los 4 mejores clasifican a una semifinal de ida y vuelta (segundo contra tercero y primero contra cuarto), los ganadores se enfrentarán en una final de único partido.

## Equipos participantes
| Equipo                 | Ciudad                                   | Estadio                       | Capacidad | Fundación      |
| ---------------------- | ---------------------------------------- | ----------------------------- | --------- | -------------- |
| Atlántico FC           | San Felipe de Puerto Plata, Puerto Plata | Leonel Plácido                | 5,000     | 2015 (10 años) |
| Atlético San Cristóbal | San Cristóbal, San Cristóbal             | Panamericano de San Cristóbal | 2,800     | 2014 (11 años) |
| Atlético Vega Real     | Concepción de La Vega, La Vega           | El Cóndor de La Vega          | 7,000     | 2014 (11 años) |
| Salcedo FC             | Salcedo, Hermanas Mirabal                | Domingo Polonia               | 2,000     | 1992 (33 años) |
| Cibao FC               | Santiago de los Caballeros, Santiago     | Cibao FC                      | 10,000    | 2014 (11 años) |
| Delfines del Este FC   | Santo Domingo Este, Santo Domingo        | Panamericano Parque del Este  | 4,000     | 2014 (11 años) |
| Jarabacoa FC           | Jarabacoa, La Vega                       | Junior Mejía                  | 1,800     | 1986 (39 años) |
| Moca FC                | Moca, Espaillat                          | Moca 85                       | 4,000     | 1971 (54 años) |
| CA Pantoja             | Los Alcarrizos, Santo Domingo            | Olímpico Félix Sánchez        | 27,000    | 1999 (26 años) |
| Universidad O&M FC     | Santo Domingo, Distrito Nacional         | Olímpico Félix Sánchez        | 27,000    | 1974 (51 años) |

| C. A. Pantoja · CBA Santo Domingo · Universidad O&M Cibao FC Atl. Vega Real Atlántico FC Atl. San Cristóbal Moca FC Delfines del Este Jarabacoa FC |

## Palmarés

### Campeones de la LDF
- El campeón se define en sistema de playoffs, de los cuales acceden dos clubes a la Gran Final.

| #   | Temp.   | Campeón            | Resultado         | Subcampeón             | Máximo goleador                                     | G  | Eq. |
| --- | ------- | ------------------ | ----------------- | ---------------------- | --------------------------------------------------- | -- | --- |
| 1°  | 2015    | CA Pantoja         | 2–2 (3:1 p.)      | Atlántico FC           | Jonathan Faña (Bauger FC)                           | 17 | 10  |
| 2°  | 2016    | Barcelona Atlético | 3–1               | Cibao FC               | Anderson Arias (Barcelona Atlético)                 | 11 | 10  |
| 3°  | 2017    | Atlántico FC       | 1–1 (4:3 p.)      | CA Pantoja             | Armando Maita (CA Pantoja)                          | 11 | 10  |
| 4°  | 2018    | Cibao FC           | 1–0               | Atlético San Francisco | Fredys Arrieta (Atlético San Francisco)             | 18 | 12  |
| 5°  | 2019    | CA Pantoja         | 2–1, 0–1 (4:2 p.) | Cibao FC               | Pablo Marisi (CA Pantoja)                           | 13 | 11  |
| 6°  | 2020    | Universidad O&M    | 2–0, 2–1          | Delfines del Este FC   | Daniel Jamesley (Universidad O&M)                   | 7  | 8   |
| 7°  | 2021    | Cibao FC           | 1–1, 3–1          | Atlético Vega Real     | Juan David Díaz (CA Pantoja)                        | 18 | 10  |
| 8°  | 2022    | Cibao FC           | 2–1, 1–1          | CA Pantoja             | Gustavo Azcona (Moca FC)                            | 14 | 8   |
| 9°  | 2023    | Cibao FC           | 0–0, 3–0          | Moca FC                | Leonardo Becerra (Atlántico)                        | 18 | 9   |
| 10° | 2024    | Cibao FC           | 1–2, 3–1          | Universidad O&M        | Rivaldo Correa (Cibao FC) Luis Espinal (CA Pantoja) | 21 | 8   |
| 11º | 2025-26 |                    | , ,               |                        |                                                     |    |     |

### Títulos por equipo
| Club                   | Títulos | Subtítulos | Años Campeón                 | Años Subcampeón |
| ---------------------- | ------- | ---------- | ---------------------------- | --------------- |
| Cibao FC               | 5       | 2          | 2018, 2021, 2022, 2023, 2024 | 2016, 2019      |
| CA Pantoja             | 2       | 2          | 2015, 2019                   | 2017, 2022      |
| Atlántico FC           | 1       | 1          | 2017                         | 2015            |
| Universidad O&M FC     | 1       | 1          | 2020                         | 2024            |
| CBA Santo Domingo      | 1       | -          | 2016                         |                 |
| Atlético San Francisco | -       | 1          |                              | 2018            |
| Delfines del Este FC   | -       | 1          |                              | 2020            |
| Atlético Vega Real     | -       | 1          |                              | 2021            |
| Moca FC                | -       | 1          |                              | 2023            |

## Tabla histórica de la LDF
- Se toma en cuenta las fases de temporada regular y liguilla
- No se toma en cuenta los Play-off / Semifinales y Final
- Esta actualizada Hasta la temporada 2024

| Posición | Equipo                 | Temporadas | PJ  | PG  | PE | PP | GF  | GC  | DG   | Puntos |
| -------- | ---------------------- | ---------- | --- | --- | -- | -- | --- | --- | ---- | ------ |
| 1        | Cibao FC               | 10         | 216 | 128 | 54 | 34 | 389 | 192 | +197 | 438    |
| 2        | CA Pantoja             | 10         | 216 | 104 | 46 | 66 | 348 | 229 | +119 | 358    |
| 3        | Moca FC                | 9          | 210 | 87  | 68 | 55 | 273 | 192 | +81  | 328*   |
| 4        | Universidad O&M FC     | 10         | 216 | 81  | 52 | 83 | 279 | 265 | +14  | 295    |
| 5        | Atlético Vega Real     | 10         | 206 | 74  | 59 | 73 | 248 | 244 | +4   | 281    |
| 6        | Atlántico FC           | 9          | 177 | 61  | 58 | 58 | 213 | 186 | +27  | 241    |
| 7        | Delfines del Este FC   | 10         | 181 | 34  | 49 | 98 | 172 | 351 | -179 | 151    |
| 8        | Atlético San Cristóbal | 10         | 171 | 36  | 37 | 98 | 172 | 329 | -157 | 145    |
| 9        | Jarabacoa FC           | 6          | 116 | 37  | 33 | 46 | 131 | 154 | -23  | 144    |
| 10       | CBA Santo Domingo      | 5          | 96  | 29  | 21 | 46 | 96  | 130 | -34  | 108    |
| 11       | Atlético San Francisco | 3          | 65  | 23  | 15 | 27 | 82  | 92  | -10  | 84     |
| 12       | Bauger FC              | 3          | 54  | 24  | 6  | 24 | 83  | 69  | +14  | 78     |
| 13       | Inter de Bayaguana     | 1          | 22  | 2   | 4  | 16 | 14  | 43  | -29  | 10     |

* A Moca se le resto un punto en la Edición 2019 de la LDF

## Estadísticas

### Goleadores por temporada

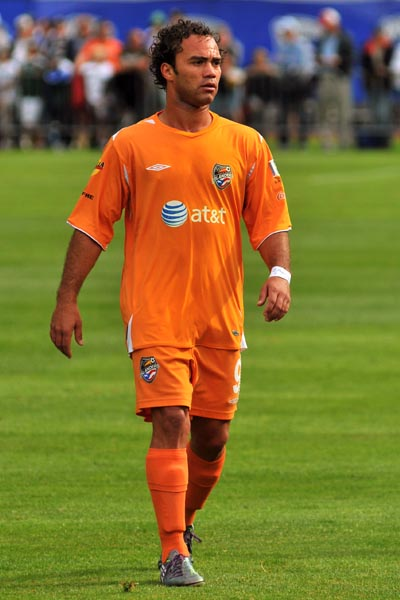
Jonathan Faña, goleador del 2015.

* Se consideran solo goles convertidos en la temporada regular, se excluyen goles en playoffs o fase final.
| Temporada | Jugador          | Club                    | Goles |
| --------- | ---------------- | ----------------------- | ----- |
| 2015      | Jonathan Faña    | Bauger FC               | 17    |
| 2016      | Anderson Arias   | Club Barcelona Atlético | 11    |
| 2017      | Armando Maita    | CA Pantoja              | 11    |
| 2018      | Fredys Arrieta   | Atlético San Francisco  | 18    |
| 2019      | Pablo Marisi     | CA Pantoja              | 13    |
| 2020      | Daniel Jamesley  | Universidad O&M FC      | 7     |
| 2021      | Juan David Díaz  | CA Pantoja              | 18    |
| 2022      | Gustavo Azcona   | Moca FC                 | 14    |
| 2023      | Leonardo Becerra | Atlántico FC            | 18    |
| 2024      | Rivaldo Correa   | Cibao FC                | 21    |
| 2024      | Luis Espinal     | CA Pantoja              | 21    |

### Jugadores con más goles
[cita requerida]

### Jugadores con más partidos
[cita requerida]